# Liste der Kulturdenkmäler in Stebach
In der Liste der Kulturdenkmäler in Stebach sind alle Kulturdenkmäler der rheinland-pfälzischen Ortsgemeinde Stebach aufgeführt. Grundlage ist die Denkmalliste des Landes Rheinland-Pfalz (Stand: 9. Februar 2023).

## Einzeldenkmäler
| Bezeichnung | Lage               | Baujahr         | Beschreibung                                                   | Bild            |
| ----------- | ------------------ | --------------- | -------------------------------------------------------------- | --------------- |
| Wohnhaus    | Hochstraße 17 Lage | 19. Jahrhundert | Fachwerkhaus, teilweise massiv und verkleidet, 19. Jahrhundert | Fotos hochladen |